# Macrotrachela kallosoma
Macrotrachela kallosoma är en hjuldjursart som först beskrevs av Schulte 1954.  Macrotrachela kallosoma ingår i släktet Macrotrachela och familjen Philodinidae. Inga underarter finns listade i Catalogue of Life.